# Indonesicesa lieftincki
Indonesicesa lieftincki är en tvåvingeart som först beskrevs av Aczel 1954.  Indonesicesa lieftincki ingår i släktet Indonesicesa och familjen Neriidae. Inga underarter finns listade i Catalogue of Life.